# Goalpara (dystrykt)
Goalpara (asamski গোৱালপাৰা জিলা) – jeden z dystryktów w indyjskim stanie Asam. Stolica dystryktu jest ulokowana w mieście Goalpara. Dystrykt zajmuje powierzchnię 1824 km² i jest zamieszkiwany (według spisu z 2001 roku) przez 822 035 mieszkańców. Wśród zamieszkujących dystrykt, najliczniejszą grupę religijną stanowią muzułmanie (441 516 co stanowi 53,71%), a także hindusi(314 157) oraz chrześcijanie (64 662). Dystrykt w większości jest zamieszkiwany przez ludność wywodzącą się z plemienia Koch Rajbongsi, która posługiwała się językiem goalpariya.
Po raz pierwszy dystrykt o nazwie Goalpara powstał w 1876 roku za sprawą władz brytyjskich.

## Klimat
Klimat panujący w dystrykcie jest umiarkowany podczas zimy i gorący w lato. Deszcze pojawiają się zwykle w kwietniu, początkowo jako lekkie i nieregularne opady, stopniowo przechodząc do intensywnych opadów połączonych z cyklonami od końca maja. Od początku czerwca pojawiają się wiatry monsunowe z intensywnymi opadami, które trwają aż do początku września. Temperatura maksymalna dochodzi w tym czasie do 33 stop, podczas gdy w styczniu spada do 7 stopni.

## Gospodarka dystryktu
Dystrykt jest zacofany pod względem przemysłowym i praktycznie nie istnieje na jego terenie żadna większa fabryka. Niestety także możliwości do rozwoju przemysłu są znikome, ze względu na zacofanie rozwojowe, a także słaby stan dróg transportowych. Obecnie w trakcie budowy jest linia kolejowa Jogighopa do Kamakhya poprzez most kolejowy nad rzeką Brahmaputra. Być może rozwój komunikacji w tym rejonie polepszy możliwości gospodarcze dystryktu.
Do dziś znakomitą większość gospodarki dystryktu stanowi rolnictwo i aż 90% populacji czerpie z niego dochody i utrzymanie. Głównie uprawia się w tym rejonie ryż, jutę oraz fasolę, groch i ziemniaki. Zwykle, natomiast, eksportowane są z dystryktu inne produkty rolnicze, a mianowicie orzechy areki oraz banany.